# Anna-Lisa Kumoji
Anna-Lisa Kumoji (* 1990 in Asker) ist eine norwegische Sängerin und Musicaldarstellerin.

## Leben
Kumoji wuchs in der westlich von Oslo gelegenen Kommune Asker auf. Ihr Vater ist der aus Ghana stammender Musiker Kofi Kumoji, ihre Mutter stammt aus Bodø. Kumojis jüngere Schwester, die unter dem Künstlernamen Akuvi auftritt, ist ebenfalls Sängerin tätig. In ihrer Jugend besuchte Anna-Lisa Kumoji den Musikzweig der Rudolf-Steiner-Schule in Bærum. Im Jahr 2011 war sie an einem Hausbrand beteiligt. Dabei zog sie sich Lungenschäden zu, weshalb sie in der Folge über einen längeren Zeitraum nicht als Sängerin arbeiten konnte. Nachdem sie wieder singen konnte, besuchte sie die Bårdar Akademiet. Im Anschluss an ihre Zeit an der Akademie und nachdem sie bereits ab 2014 als Cover-Sängerin arbeitete, wurde sie Musicaldarstellerin. Kumoji wirkte unter anderem an Aufführungen von Flashdance in Oslo, The Book of Mormon in Kopenhagen und von West Side Story mit. Des Weiteren ist sie als Synchronsprecherin tätig. Sie sprach unter anderem die Figur Bulda in der norwegischen Version von Die Eiskönigin – Völlig unverfroren ein.
Beim Melodi Grand Prix 2019, dem norwegischen Vorentscheid für den Eurovision Song Contest, nahm Kumoji mit dem Lied Holla teil. In der Show schaffte sie es unter die besten vier Beiträge. Im selben Jahr zog sie ins Finale der bei TVNorge ausgestrahlten Sendung All Together Now ein. Im Jahr 2021 wirkte sie an der bei NRK ausgestrahlten Musik-Show Stjernekamp mit. Beim Melodi Grand Prix 2022 gehörte sie mit dem Lied Queen Bees zu den automatisch für das Finale qualifizierten Teilnehmenden. Im Finale konnte sich Kumoji nicht unter den besten vier Beiträgen platzieren.

## Diskografie

### Singles
- 2017: Young
- 2019: Holla
- 2019: Stop dig selv (Bare sånn det er)
- 2020: Ta en dans på gulvet
- 2020: Til vi ses igjen
- 2020: Hakke lyst
- 2021: On me
- 2021: Verdt det?
- 2021: Hvem skulle tro
- 2021: Shooting stars
- 2021: Julen er her
- 2022: Queen Bees
- 2022: Too Little, Too Late!
- 2022: Alt jeg ønsker meg
- 2023: What’s Up With That